# Club Patín Cibeles
El Club Patín Cibeles és un equip d'hoquei patins asturià de la ciutat d'Oviedo fundat l'any 1953 i desaparegut el 1987.
El club es proclamà guanyador de la Copa del Rei de 1980 convertint-se així en el primer equip no català en aconseguir aquest trofeu, fita que tan sols ha aconseguit igualar el HC Liceo i el Dominicos. Guanyà la final 4-0 al FC Barcelona.
L'any 1981 el Cibeles arribà novament a la final de la Copa del Rei novament enfront del FC Barcelona, però en aquesta ocasió s'imposaren els blaugranes per 5-2. A més a més, 1981 fou una temporada històrica, perquè el Cibeles disputà també la final de la Recopa d'Europa d'hoquei patins, on fou derrotat pel Sporting CP.
En la seva època daurada, el Cibeles participà 2 cops a la Recopa d'Europa i 3 a la Copa de la CERS, a més a més, s'imposà en diverses ocasions la Primera Divisió.
Posteriorment, el Cibeles desaparegué l'any 1987.

## Palmarès
- 1 Copa del Rei: 1980